# (35293) 1996 TC54
1996 TC54 (asteroide 35293) é um asteroide da cintura principal. Possui uma excentricidade de 0.16605300 e uma inclinação de 3.83974º.
Este asteroide foi descoberto no dia 5 de outubro de 1996 por Eric Walter Elst em La Silla.